# 绿地圣安德烈堂
绿地圣安得烈堂（St. Andrew's-by-the-Green）是苏格兰格拉斯哥的一座A类登录建筑，建于18世纪，原为该市第一座圣公会教堂。它坐落在特恩布尔街和Greendyke 街转角，俯瞰城市东区边缘的格拉斯哥绿地。

## 历史
教堂的建筑开始于1750年，并在1751年或1752年结束